# Jeevanandam Amalanathan
Jeevanandam Amalanathan (* 2. April 1963 in Michaelpatti, Tamil Nadu) ist ein indischer römisch-katholischer Geistlicher und Bischof von Kumbakonam.

## Leben
Jeevanandam Amalanathan besuchte das Knabenseminar in Kumbakonam. Anschließend studierte er Philosophie und Theologie am Priesterseminar Sacred Heart in Poonamallee. Am 6. Mai 1990 empfing er das Sakrament der Priesterweihe für das Bistum Kumbakonam.
Nach der Priesterweihe war er zunächst Kaplan in Ammanpet und anschließend von 1991 bis 1992 Präfekt am Knabenseminar. Von 1992 bis 1998 war er Pfarrer in zwei Pfarreien und von 1998 bis 2002 sowie erneut von 2008 bis 2014 Professor am Priesterseminar in Chennai. Von 2002 bis 2008 studierte er in Rom an der Lateranuniversität und wurde in Pastoraltheologie zum Dr. theol. promoviert. Von 2015 bis 2016 war er Pfarrer und Rector ecclesiae der Basilika Unserer Lieben Frau von Lourdes in Poondi. Ab 2016 war er Generalvikar des Bistums Kumbakonam.
Papst Franziskus ernannte ihn am 13. Januar 2024 zum Bischof von Kumbakonam. Die Bischofsweihe spendete ihm der Erzbischof von Pondicherry und Cuddalore, Francis Kalist, am 11. Februar desselben Jahres. Mitkonsekratoren waren sein Amtsvorgänger Francis Antonysamy und der Bischof von Kottar, Nazarene Soosai.